# Лиллиехёк, Йёста
Густав Малькольм «Йёста» Лиллиехёк (швед. Gustaf Malcolm "Gösta" Lilliehöök, 25 мая 1884 — 18 ноября 1974) — шведский пятиборец, первый олимпийский чемпион в этом виде спорта, победитель игр 1912 года в Стокгольме.